# 白濱僚祐
白濱 僚祐（しらはま りょうすけ、1991年8月29日 - ）は、日本のプロバスケットボール選手。Bリーグ、B1の島根スサノオマジック所属。
佐賀県杵島郡白石町出身。佐賀北高校、白鷗大学を経て、2014年2月にNBLのアイシンシーホース三河にアーリーエントリーで入団する。Bリーグ初年度となる2016年に秋田ノーザンハピネッツに移籍し、2020-21シーズンより島根スサノオマジックに所属している。

## 来歴
1991年、佐賀県に生まれる。小学校3年生時に、兄や教師の影響でミニバスケットボールを始める。白石町立有明中学校在学中の2006年には都道府県対抗ジュニアバスケットボール大会のメンバーに選抜された。
中学卒業後、佐賀北高校に入学する。2年生の時からベンチメンバーに選ばれるようになり、高校入学後に身長が伸びたことから主にセンターの役割を担った。
卒業を前に白鷗大学からの誘いを受け、進学する。大学ではフォワードにコンバートされた。2014年1月の全日本総合バスケットボール選手権大会では、NBLの兵庫ストークス相手に17得点を挙げ、試合には敗れたものの64-66と僅差であった。
その後2014年2月28日、NBL所属のアイシンシーホース三河に、アーリーエントリー制度によって入団する。背番号は大学時代からつけている15であった。初年度となったNBL 2013-14シーズンは3試合の出場に留まった。一方、オフシーズンの7月に開催された、日本の大学生を中心とした日本代表とスプリングフィールド大学との間で行われる国際親善試合に、日本代表の一員として出場した。
NBL 2014-15シーズン、アイシンはウェスタン・カンファレンス1位でプレーオフに進出。クォーターファイナルでは東芝ブレイブサンダース神奈川を、セミファイナルでリンク栃木ブレックスをそれぞれ下し、ファイナルではトヨタ自動車アルバルク東京に勝利し優勝を果たした。白濱は37試合に出場し、1試合平均の出場時間6.8分、1.8得点であった。
NBL 2015-16シーズン、チームはファイナルまで進出したものの白濱の出場試合数は24試合に減少し、1試合平均記録でも出場時間2.8分、0.9得点など前のシーズンを下回った。シーズン終了後の2016年7月1日、三河は白濱の退団を発表。同日、秋田ノーザンハピネッツは白濱の入団を発表した。この時、背番号はアイシンでの15から9に変わった。
秋田において白濱は、8月20日に行われた山形ワイヴァンズとのプレシーズンゲームでダンクショットを決めたことや、三浦春馬やディーン・フジオカに似るとされる顔立ちから人気を獲得し、Bリーグの創設に携わった川淵三郎も、人気のある選手として白濱を引き合いに出した。
11月7日のアルバルク東京戦ではこぼれ球を奪いキャプテン田口成浩の得点につなげたプレイが、田口に評価された。12月にはオールスターゲームの出場選手に、ファン投票で選出された。また同月には日本代表候補の重点強化選手に選ばれ、強化合宿に参加した。
2017年1月21日の大阪エヴェッサ戦ではダンクショットを決め、リーグが選出する週間ベストプレイの5位に選ばれた。一方、シーズン途中から椎間板ヘルニアによる腰痛のためたびたび欠場し、最終的にはレギュラーシーズン60試合中43試合に出場、1試合平均6.0得点、2.4リバウンドという成績に終わった。
2017年5月26日、秋田は白濱との契約継続を発表した。
2019-20シーズンも秋田と契約継続。このシーズンはキャプテンに就任し、チームを牽引した。2019年6月に大学時代の同期で、シャンソンVマジックに所属していた落合里泉と入籍した事を発表した。
シーズン終了後、秋田を退団し島根スサノオマジックに移籍。背番号はアイシン時代に付けていた15となった。

### 個人成績
| シーズン | チーム   | GP  | GS | MPG  | FG%  | 3P%  | FT%  | RPG | APG | SPG | BPG | TO  | PPG |
| -------- | -------- | --- | -- | ---- | ---- | ---- | ---- | --- | --- | --- | --- | --- | --- |
| 2013-14  | アイシン | 3   | 0  | 5.3  | 40.0 | 0    | -    | 0.0 | 0.0 | 0.0 | 0.0 | 0.7 | 1.3 |
| 2014-15  | アイシン | 37  | 0  | 6.8  | 41.7 | 18.2 | 66.7 | 0.6 | 0.4 | 0.3 | 0.1 | 0.3 | 1.8 |
| 2015-16  | アイシン | 24  | 0  | 2.8  | 40.9 | 25.0 | 33.3 | 0.1 | 0.1 | 0.0 | 0.0 | 0.0 | 0.9 |
| 2016-17  | 秋田     | 43  | 42 | 23.4 | 39.3 | 38.4 | 67.3 | 2.4 | 1.7 | 0.8 | 0.2 | 1.5 | 6.0 |
| 2017-18  | 秋田     | 57  | 42 | 19.7 | 43.5 | 36.3 | 55.8 | 2.9 | 1.8 | 1.4 | 0.3 | 1.1 | 8.0 |
| 2018-19  | 秋田     |     |    |      |      |      |      |     |     |     |     |     |     |
| 2019-20  | 秋田     |     |    |      |      |      |      |     |     |     |     |     |     |
| 2020-21  | 島根     |     |    |      |      |      |      |     |     |     |     |     |     |
| 2021-22  | 島根     |     |    |      |      |      |      |     |     |     |     |     |     |
| 2022-23  | 島根     |     |    |      |      |      |      |     |     |     |     |     |     |
|          | 合計     | 164 | 84 | 15   | 41.9 | 35.9 | 59.8 | 1.3 | 1.2 | 0.8 | 0.2 | 0.9 | 4.9 |

### プレイオフ
| シーズン | チーム | GP | GS | MPG   | FG%  | 3P%  | FT%  | RPG | APG | SPG | BPG | PPG |
| -------- | ------ | -- | -- | ----- | ---- | ---- | ---- | --- | --- | --- | --- | --- |
| 2017-18  | 秋田   | 5  | 3  | 15.19 | .424 | .400 | .500 | 1.6 | 2.8 | 0.8 | 0   | 7.0 |

## 参考資料
1. ↑  “選手 スタッフ詳細”.   アイシンシーホース三河. 2016年6月5日時点のオリジナルよりアーカイブ。2016年7月3日閲覧。
2. 1 2 3  『【新入団】白濱 僚祐選手 契約基本合意のお知らせ』（プレスリリース）秋田ノーザンハピネッツ、2016年7月1日。2016年7月3日閲覧。
3. 1 2 3 4  “リレー形式インタビュー「BOJライン」vol.23白鷗大学・白濱僚祐選手”.   BOJ (2014年3月30日). 2016年7月3日閲覧。
4. ↑  “試合日程・結果”. 第89回天皇杯・第80回皇后杯 全日本総合バスケットボール選手権大会.   日本バスケットボール協会. 2016年7月10日閲覧。
5. ↑  『白濱 僚祐選手 入団決定のお知らせ』（プレスリリース）アイシンシーホース三河、2014年2月28日。オリジナルの2016年6月26日時点におけるアーカイブ。2016年7月3日閲覧。
6. ↑  “東日本大震災復興支援 ゼビオチャレンジカップ バスケットボール男子日本代表国際親善試合2014”.   日本バスケットボール協会. 2016年7月10日閲覧。
7. ↑  『選手退団のご報告（白濱選手）』（プレスリリース）シーホース三河、2016年7月1日。2016年7月3日閲覧。
8. ↑  “秋田NH新戦力：白濱僚祐　内外から高い決定力”. 秋田魁新報. (2016年9月21日) 2016年7月6日閲覧。
9. ↑  島根純 (2016年9月17日). “三浦春馬似イケメンB1秋田白浜に女性ファン大声援”. 日刊スポーツ 2016年7月3日閲覧。
10. ↑  “【バスケット】ディーン・フジオカ似の秋田・白浜、10.1ホーム開幕戦へ闘志”. スポーツ報知. (2017年9月29日) 2016年7月6日閲覧。
11. ↑  “【川淵三郎×前園真聖】「バスケって本当に面白いですか？」2人に本音を聞いてみた【後編】”. ウォーカープラス.   KADOKAWA. 2016年7月6日閲覧。
12. ↑  “【バスケット】秋田・田口主将チーム最多の１３得点でＡ東京に初勝利「泥臭い姿を出すことで」”. スポーツ報知. (2016年11月7日) 2016年7月6日閲覧。
13. ↑  “Bリーグファン投票で秋田白浜＆田口が球宴選出”. 日刊スポーツ. (2016年12月8日) 2016年7月6日閲覧。
14. ↑  “仙台片岡＆坂本がチーム初の代表候補入り”. 日刊スポーツ. (2016年12月18日) 2016年7月6日閲覧。
15. ↑  “Bリーグ第17節の『BEST of TOUGH SHOT』、5つのスーパープレーを紹介”. バスケットカウント.   ティーアンドエス (2017年1月27日). 2017年7月6日閲覧。
16. ↑  『【お知らせ】#9 白濱 僚祐選手の負傷に関するご報告』（プレスリリース）秋田ノーザンハピネッツ、2017年3月25日。2017年7月6日閲覧。
17. ↑  “田口成浩が残留表明の秋田、白濱僚祐と中山拓哉の契約合意を発表”. バスケットボールキング.   フロムワン (2016年5月27日). 2017年7月6日閲覧。
18. ↑  “【Bリーグ】秋田・SF白浜僚祐が結婚を発表「より一層頑張っていきます」”. スポーツ報知. (2019年6月24日) 2021年1月10日閲覧。